# Шарль Франсуа Добіньї
Шарль Франсуа́ Добіньї́ (15 лютого 1817, Париж — 1878, там же) — французький художник-пейзажист, представник Барбізонської школи живопису.

## Біографія
Народився в сім'ї паризького художника Едмонда Франсуа Добіньї у 1817 році. Рідним дядьком митця був мініатюрист Поль Деларош, котрий, спільно з батьком, став для Добіньї першим наставником.
Перші роботи Шарля були виконані в традиційному стилі.